# Bestemming Onbekend (radioprogramma)
Bestemming Onbekend was een Vlaams radioprogramma dat in 2010, 2011 en 2012 in de zomermaanden uitgezonden werd op Radio 2. Het programma stond in die maanden geprogrammeerd op zondagmiddag tussen 12 uur en 13 uur. De presentator was David Van Ooteghem.

## Concept
Presentator David Van Ooteghem verborg zich met een bekende Vlaming op een plaats in België. De luisteraars moesten aan de hand van tips raden waar ze zich bevonden en konden telefonisch hun kans wagen. De winnaar kreeg een vakantiecheque.

## BV's en plaatsen

### Seizoen 1 (2010)
| Seizoen/aflevering | Datum            | BV                 | Plaats                |
| ------------------ | ---------------- | ------------------ | --------------------- |
| 1.1                | 6 juni 2010      | Dana Winner        | Grot van Kanne        |
| 1.2                | 13 juni 2010     | Peter Van Asbroeck | Nemo 33 in Ukkel      |
| 1.3                | 20 juni 2010     | Showbizz Bart      | Abdij van Tongerlo    |
| 1.4                | 27 juni 2010     | Nicky Vankets      | Zoo van Antwerpen     |
| 1.5                | 4 juli 2010      | Steve Stevaert     | C-Mine in Winterslag  |
| 1.6                | 11 juli 2010     | Ann Van Elsen      | Sas van Gent          |
| 1.7                | 18 juli 2010     | Jaak Pijpen        | Hondenshow in Lokeren |
| 1.8                | 25 juli 2010     |                    |                       |
| 1.9                | 1 augustus 2010  | Kathy Pauwels      |                       |
| 1.10               | 8 augustus 2010  |                    |                       |
| 1.11               | 15 augustus 2010 |                    |                       |
| 1.12               | 22 augustus 2010 |                    |                       |
| 1.13               | 29 augustus 2010 |                    |                       |

### Seizoen 2 (2011)
| Seizoen/aflevering | Datum            | BV                     | Plaats                                           |
| ------------------ | ---------------- | ---------------------- | ------------------------------------------------ |
| 2.1                | 3 juli 2011      | Sonja Kimpen           | Transfo in Zwevegem                              |
| 2.2                | 10 juli 2011     | Jef Neve               | Sint-Germanuskerk in Tienen                      |
| 2.3                | 17 juli 2011     | Lisa Del Bo            | Cartoonfestival Knokke-Heist                     |
| 2.4                | 24 juli 2011     | Rob Vanoudenhoven      | Koninklijk Museum voor Midden-Afrika in Tervuren |
| 2.5                | 31 juli 2011     | Pascale Naessens       | Hellend vlak van Ronquières                      |
| 2.6                | 14 augustus 2011 | Nele Somers            | Villa Crombez in Nieuwpoort                      |
| 2.7                | 21 augustus 2011 | Frédérik Deburghgraeve | Watersportbaan in Gent                           |
| 2.8                | 28 augustus 2011 | Stijn Meuris           | Gallo-Romeins Museum in Tongeren                 |

### Seizoen 3 (2012)
| Seizoen/aflevering | Datum            | BV              | Plaats                                          |
| ------------------ | ---------------- | --------------- | ----------------------------------------------- |
| 3.1                | 1 juli 2012      | Eddy Planckaert | parcours van de Tour de France in Chaudfontaine |
| 3.2                | 8 juli 2012      | Linda De Win    | Europees Parlement in Brussel                   |
| 3.3                | 15 juli 2012     | Vic De Wachter  | Dodengang in Diksmuide                          |
| 3.4                | 22 juli 2012     | Jacky Lafon     | Wijnkasteel Genoels-Elderen in Riemst           |
| 3.5                | 29 juli 2012     | Bo Coolsaet     | Manneken Pis in Geraardsbergen                  |
| 3.6                | 5 augustus 2012  | Brahim Attaeb   | Damiaanmuseum in Tremelo                        |
| 3.7                | 12 augustus 2012 | Dirk Draulans   | Olmense Zoo in Olmen                            |
| 3.8                | 19 augustus 2012 | Ulla Werbrouck  | Praalstoet van de Gouden Boom in Brugge         |
| 3.9                | 26 augustus 2012 | Ivan De Vadder  | Lotto Arena in Antwerpen                        |